# Марио Перацоло
Марио Перацоло (7. јун 1911 — 3. август 2001) био је италијански фудбалер који је играо као одбрамбени играч, везни играч или нападач.

## Каријера
Током своје каријере, Перацоло је играо за Падову и Фјорентину пре него што се преселио у Ђенову, где је провео већи део своје каријере; касније је играо и за Брешу и Сиракузу. Као и многи велики играчи, Марио се технички развијао. Каријеру је започео као унутрашњи нападач, позицију коју је играо пет година у Падови и три у Фјорентини. Касније је прешао на позицију штопера и бека где је одиграо своје најбоље сезоне за Ђенову. За репрезентацију је такође играо на позицији Меаце у једној утакмици након што је тим управо освојио олимпијску титулу 1936. године, а потом је прешао на позицију везног реда како се приближавало Светско првенство. Био је стартер у последњем пријатељском мечу пре одласка у Париз, међутим, Поцо је одлучио да уместо тога игра са Серантонијем. Одиграо је још шест наступа за репрезентацију. Са скоро четрдесет година одиграо је своју последњу сезону у Сиракузи у Серији Б, освојивши Светско првенство у фудбалу и Куп Италије са Ђеновом.
Перацоло је био део тима који је освојио Светско првенство у фудбалу 1938. године, другу титулу Италије на Светском првенству. Одиграо је 8 утакмица за репрезентацију Италије током 1930-их, између 1936. и 1939. године.

## Смрт
Перацоло је умро 3. августа 2001. у Падови, у 90. години живота.